# 2363 Cebriones
2363 Cebriones је Јупитеров тројански астероид са пречником од приближно 81,84 .
Афел астероида је на удаљености од 5,376 астрономских јединица (АЈ) од Сунца, а перихел на 4,981 АЈ.
Ексцентрицитет орбите износи 0,038, инклинација (нагиб) орбите у односу на раван еклиптике 32,156 степени, а орбитални период износи 4304,812 дана (11,785 годину).
Апсолутна магнитуда астероида је 9,11 а геометријски албедо 0,059.
Астероид је откривен 4. октобра 1977. године.